# Хакерспейс

[http://www.hackerspace.com.ua/snapshot/ Веб-камера в Киевском хакерспейсе

Хакерспейс (англ. hackerspace, от англ. hacker и англ. space) или хакспейс (англ. hackspace) — реальное (в противоположность виртуальному) место, где собираются люди со схожими интересами, чаще всего научными, технологическими, в цифровом или электронном искусстве, общении и совместном творчестве.
Типичные действия в хакерспейсах включают:
- получение знаний и обмен ими
- презентации и лекции
- социальную активность, включая игры и развлекательные мероприятия

Хакерспейсы предоставляют инфраструктуру необходимую для этих действий: помещения, электроэнергию, серверы и компьютерные сети с доступом в интернет, разнообразнейшие инструменты, аудиооборудование, видеопроекторы, еду и напитки, игровые приставки и прочее.
Членские взносы обычно являются основным источником доходов хакерспейсов, хотя некоторые имеют сторонних спонсоров.
Известные хакерспейсы расположены в Chaos Computer Club (такие как C4 в Кёльне), C-base в Берлине, Metalab в Вене, HackerbotLabs в Сиэтле, HacDC в Вашингтоне, NYC_Resistor в Нью-Йорке, Noisebridge в Сан-Франциско и Cyberpipe в Любляне.
В России первым хакспейсом стал открытый 1 июля 2011 года в Москве Neúron, в конце 2020 года он прекратил активность и на замену ему пришёл undefspace, тогда известный как 0x1b. Позднее появились HackSpace-Spb, Garagelab и B4CKSP4CE в Санкт-Петербурге, AmberLab в Калининграде и FOSSlabs в Казани.
В 2013 году открылся хакерспейс «MakeitLab» в Екатеринбурге и «CADR» в Нижнем Новгороде. В 2015 году открылся хакспейс «Genesis» в Твери.
Первый украинский хакерспейс появился в Киеве в 2012 году, он так и называется «Хакерспейс».
Первый в Беларуси хакерспейс открылся в Минске в 2013 году в помещении креативного кластера МЕ100 и, просуществовав несколько месяцев, был вынужден возобновить поиски помещения. В новом помещении минский хакерспейс открылся в мае 2014 года.
В 2018 году в бомбоубежище Минского Городского Технопарка открылся хакерспейс MakeIT Center.
В 2024 году открылся на данный момент единственный в Центральной Азии хакерспейс "Черный Лед". Он располагается в городе Алматы, Казахстан.
Хакерспейсы стали прообразом коворкингов.